# Марвиц, Георг фон дер
Гео́рг Корнелий Адальберт фон дер Ма́рвиц (нем. Georg Cornelius Adalbert von der Marwitz; 7 июля 1856, Штольп, провинция Померания, королевство Пруссия (ныне — Слупск, Поморское воеводство, Польша) — 27 октября 1929) — германский военный деятель, кавалерийский генерал, участник Первой мировой войны.

## Биография
Георг фон дер Марвиц вступил в германскую армию в 1875 году. В 1883—1886 годах посещал Военную академию, до 1900 года командовал пехотным полком, затем служил начальником штаба XVIII корпуса. Перед началом Первой мировой войны находился в должности генерал-инспектора кавалерии.

### Первая мировая война
С началом войны в 1914 году служил на Западном фронте, командовал германскими войсками в битве при Халене. Командовал 2-я кавалерийским корпусом, отличившимся в ходе Приграничного сражения. После этого был переведён на Восточный фронт, получил командование над вновь сформированным XXXVIII резервным корпусом, который принял участие в Мазурском сражении зимой 1915 года. Затем был переведён на юг, где руководил боевыми операциями против русских войск совместно с австро-венгерской армией. 7 марта 1915 года был награждён высшей военной наградой Пруссии — орденом «Pour le Mérite».
Оправившись после болезни осенью 1915 года, продолжил службу на Западном фронте в качестве командира VI корпуса. Находился на Восточном фронте во время Брусиловского наступления летом 1916 года.
С 6 октября 1916 года — адъютант кайзера Вильгельма II. В декабре 1916 года оставил этот пост и принял командование 2-й армией на Западном фронте.
В ноябре 1917 года командовал германскими войсками в битве при Камбре, первом в истории сражении, в котором в массовом количестве были задействованы танки.
С сентября 1918 года командовал 5-й армией, руководил германскими войсками в Сен-Миельской операции.

### После войны
После окончания войны вышел в отставку. Скончался 27 октября 1929 года в возрасте 73 лет.